# Aukom
Der gemeinnützige Verein AUKOM ("Ausbildung Koordinatenmesstechnik") e. V. dient der Ausbildung in der Fertigungsmesstechnik mit Schwerpunkt in der Koordinatenmesstechnik. Hierzu stellt er standardisierte Schulungen zur Verfügung, die von AUKOM-Partnern weltweit angeboten werden. Diese Ausbildung ist  Industriestandard in der Fertigungsmesstechnik.

## Ziele
Satzungsgemäßes Ziel von AUKOM ist es, länderübergreifende genaue, effiziente und vergleichbare Messergebnisse zu erzielen. Dies setzt AUKOM mithilfe seiner  hersteller- und geräteunabhängigen Ausbildung um. Der Verein fördert die grundlegende,  und solide Ausbildung und stellt Niveau und Vergleichbarkeit der von den AUKOM-Partnern angebotenen Lehrgänge sicher. Mit seinen weltweiten Aktivitäten treibt er die Internationalisierung der standardisierten Ausbildung in der Fertigungsmesstechnik voran.

## Verbreitungsgrad / Internationalisierung
Die standardisierte Ausbildung nach AUKOM-Konzept wird  in  Deutschland, Österreich, Schweiz, Italien, Frankreich, Benelux, Spanien, Portugal, Tschechien, Ungarn, Slowakei, Rumänien, Polen, Slowenien, Kroatien, Bosnien und Herzegowina, der Türkei, der Volksrepublik China, Indien, Thailand, Mexiko, Brasilien und den USA  angeboten. Insgesamt wurden über 50.000 Teilnehmer weltweit nach dem AUKOM-Ausbildungskonzept geschult (Stand: August 2023).

## Aufgaben des Vereins
- Zentrale Erarbeitung der Ausbildungsunterlagen und Abschlussprüfungen zu den jeweiligen Ausbildungsstufen der Lehrgänge.
- Durchführen dieser Prüfungen in Zusammenarbeit mit den jeweiligen Lehrgangsanbietern.
- Qualifikation der Trainer und regelmäßige Überprüfung der Trainer anhand vorgegebener Regeln
- Regelmäßiges Aktualisieren der Lernziele der einzelnen Lernmodule der Ausbildung.
- Vergabe der Prüfungszertifikate an erfolgreiche Teilnehmer der Lehrgangsmaßnahmen.

- Organisation des Austausches von Lehrgangsunterlagen zwischen den Schulungsanbietern
- Organisation und Mitveranstaltung von Tagungen zur Förderung des Austausches zwischen Herstellern, Anwendern und Wissenschaft im Bereich Fertigungsmesstechnik und Publizieren neuer Erkenntnisse und Trends in der Ausbildung auf diesem Gebiet.[2]

## Seminare
- AUKOM Stufe 1: Das Seminar legt und festigt fertigungsmesstechnisches Basiswissen für Anfänger und fortgeschrittene Messtechniker. Vermittelt wird  Wissen zum Thema Maßtolerierung, Programmiergrundlagen, Messablaufplanung sowie der zum Einsatz kommenden Maschinen- und Sensortechnik. Die Kursdauer beträgt 5–8 Tage, je nach Vorwissenstand.
- AUKOM Stufe 2: Das Seminar erweitert fertigungsmesstechnisches Basiswissen. Vermittelt wird Wissen zum Thema, Form- und Lagetolerierung, Prüfplaninterpretation, Programmierung, Überwachung, sowie der zum Einsatz kommenden Maschinen- und Sensor Technik. Die Kursdauer beträgt 5 Tage.
- AUKOM Form und Lage: Das Seminar bietet vertiefendes Wissen zum Thema Form- & Lagetoleranzen nach ISO und ASME für fortgeschrittene Messtechniker, die an den Schnittstellen zu anderen Abteilungen arbeiten und gewinnbringend kommunizieren müssen. Konstrukteure, Entwickler und Fertigungstechniker bekommen Einblick in das Thema Form und Lagetoleranzen aus der Sichtweise des Messtechnikers, der die Zeichnungsvorgaben erfolgreich messtechnisch umsetzten muss.
- AUKOM Stufe 3: Das Seminar bietet übergreifendes fertigungsmesstechnisches Wissen für fortgeschrittene Messtechniker die an den Schnittstellen zu anderen Abteilungen arbeiten und gewinnbringend kommunizieren müssen. Vermittelt wird neustes Wissen zu funktions- und fertigungsgerechtem Messen, Filterung, Programmerstellung, Computertomographie, QM und Messraummanagement.